# Agáve sisalová
Agáve sisalová (Agave sisalana) je víceletá xerofytní rostlina z čeledi chřestovitých (Asparagaceae), kde je v dnešní taxonomii řazena do podčeledi agávových (Agavoideae). Z jejích listů se získává textilní vlákno sisal. Její druhové jméno je odvozeno od mexického města Sisal na poloostrově Yucatán odkud původně pochází. Nejvíce se pěstuje v Brazílii, ale také v Tanzanii, Angole, Keni, Indonésii a na Floridě.

## Popis
Agáve má tlustý, ale relativně krátký dřevitý stonek z kterého vyrůstají až dva metry dlouhé, 10–15 cm široké dužnaté, čárkovitě kopinaté listy zakončené hrotem. Celá rostlina může mít až 8 metrů. Po 5–20 letech vytváří stonek s latovitým květenstvím, který ční do výše 8 – 10 metrů. Květy jsou zelenavě bílé, trubkovité a zakončené šesti cípy. Mají šest tyčinek a semeník s čnělkou zakončenou trojdílnou bliznou. Plodem agáve jsou trojboké tobolky obsahující mnoho semen. Po odkvětu rostlina hyne.
Rostlina se samovolně rozmnožuje díky odpadu rozmnožovacích pupenů, které se tvoří v květenství. Ty jsou společně s kořenovým pupeny používána na plantážích k vegetativnímu množení.

## Pěstování
Agáve není náročná rostlina na pěstování, díky schopnosti shromažďovat vodu ve svých listech a přečkat tak sucho trvající 5–6 měsíců, není závislá na srážkách ani zavlažování. Preferuje lehké písčité půdy s příměsí jílu, ale je schopna prospívat i na mělkých, skalnatých půdách.
Listy se sklízejí seschlé, dva a půl až čtyři roky po výsadbě, odsekáváním mačetami. Během svého života rostlina vytvoří 200–300 listů, což představuje přibližně 5,5 kg sisalového vlákna. Rostlina je také užitečná k získání kortizonu ze zelených listů nebo k ohrazení pozemků.
Vlákna sisalu se používají také na výrobu terčů na hraní šipek.